# Pierre Le Goff (grammairien)
 (décembre 2022).
 (décembre 2022).
Pour les articles homonymes, voir Pierre Le Goff.
Pierre Le Goff, né le 24 juillet 1860 à Saint-Barthélemy dans le hameau de Cosporh et mort le 17 décembre 1941 à Sainte-Anne-d'Auray, est un prêtre et un linguiste ayant consacré ses travaux à la langue bretonne, et plus particulièrement au breton vannetais.

## Biographie
Fils d'un père cultivateur aisé et d'une mère issue d'une famille liée à la chouannerie, il suit des études à Sainte-Anne, puis au grand séminaire de Vannes. Il est ordonné prêtre à la Noël 1884. Il passe quelques années à Paris pour préparer une licence ès-lettres. Il revient à Sainte-Anne, où il enseigne jusqu'en 1894. Il devient ensuite aumônier de l'orphelinat Notre-Dame-des-Pins à Pluvigner, pendant douze ans, puis au lycée de la Providence à Pontivy, jusqu'en 1930. Il se retire à Sainte-Anne.
Pressenti en 1896, par M. Jégouzo, vicaire général, pour réaliser une profonde réforme de l'orthographe du breton, Pierre Le Goff sera dispensé du ministère paroissial. Il consacre le temps libre de ses vacances scolaires à ses travaux sur la langue bretonne, dont il deviendra rapidement le spécialiste vannetais. Il travaille à l'unification du breton, entretenant une correspondance avec Joseph Loth, A. Guillevic, Émile Ernault, Loeiz Herrieu.

## Écrits
Son œuvre recouvre trois domaines.
Il réalise, tout d'abord, des ouvrages pédagogiques, en collaboration avec A. Guillevic, qui sera aussi vicaire général. Destinés au cours de breton du Grand Séminaire de Vannes, ils établissent l'orthographe nouvelle du breton vannetais. Grammaire (1902), Exercices (1903), Vocabulaire (1904 et 1907), Corrigé des exercices (1910). Il réalise aussi le supplément au dictionnaire vannetais de E. Ernault.
Dans le domaine de la littérature bretonne, il publie dans la Revue morbihannaise une série d’Études approfondies concernant la littérature vannetaise, reprises dans une synthèse intitulée Petite histoire littéraire du dialecte breton de Vannes (1924). Dans cette même revue, sont publiés ses proverbes du Haut-Vannetais (dès 1909) et une étude sur le théâtre populaire ancien du Pays de Vannes, les Mystères bretons (1911).
Enfin, il collabore à la revue Dihunamb, créée par L. Herrieu en 1905. Il en corrige chaque mois, pendant douze ans, les épreuves, et y publie traductions (du gallois), biographies et études diverses.
Un recueil de ses œuvres est édité en 1986 par l'Institut culturel de Bretagne sous le titre Œuvres de Pierre Le Goff (1860-1941).